# Dundrum (ort i Storbritannien)
Dundrum är en ort i Storbritannien.   Den ligger i distriktet Newry, Mourne and Down och riksdelen Nordirland, i den västra delen av landet, 500 km nordväst om huvudstaden London. Dundrum ligger 6 meter över havet och antalet invånare är 1 090.
Terrängen runt Dundrum är platt åt nordost, men åt sydväst är den kuperad. Havet är nära Dundrum åt sydost. Närmaste större samhälle är Newcastle, 5,3 km sydväst om Dundrum. Trakten runt Dundrum består i huvudsak av gräsmarker.